# Vahtang I. od Iberije
Vahtang I. od Iberije ili Vahtang I. Gorgasali (gruz. ვახტანგ I გორგასალი), iz dinastije Hosroidi, bio je kralj Iberije od oko 440. do 502. godine.
Poveo je svoj narod, u zlosretnom savezu s Bizantskim Carstvom, u dugotrajnu borbu protiv sasanidsko-iranske hegemonije, koja je završila Vahtangovim porazom i slabljenjem kraljevine Iberije. Tradicija mu također pripisuje reorganizaciju Gruzijske pravoslavne Crkve i osnivanje Tbilisija, sadašnje gruzijske prijestolnice.
Datiranje Vahtangove vladavine je problematično. Ivane Džavahišvili smješta je u razdoblje od 449. do 502. godine, dok Kiril Tumanov predlaže razdoblje 447. – 522. Nadalje, Tumanov identificira Vahtanga s iberijskim kraljem Gurgenom poznatim iz Prokopijevih Justinijanovih ratova.
Vahtang je tema vite iz 8. ili 11. stoljeća koja se pripisuje Džuanšeru, koja isprepliće povijest i legendu u epsku pripovijest, hiperbolizirajući Vahtangovu osobnost i životopis. Ovo književno djelo je primarni izvor Vahtangove slike kao primjera kralja ratnika i državnika, koji se do danas sačuvao u popularnom sjećanju.
Već u srednjem vijeku pojavio se kao jedna od popularnijih ličnosti u povijesti Gruzije. Gruzijska pravoslavna crkva proglasila ga je Svetim i pravovjernim kraljem Vahtangom (gruz. წმინდა დიდმოწამე მეფე ვახტანგი), a njegov spomendan obilježava 13. prosinca.

## Ime
Prema Životu Vahtanga Gorgasalija, kralj je rođenjem dobio iransko ime Varazkhosrovtang, prevedeno na gruzijski kao Vakhtang. Ime zaista može potjecati iz iranskog *warx-tang (vahrka-tanū) - "vučjeg tijela", što je mogući odraz kulta vuka u drevnoj Gruziji. Počevši od kasnog 13. stoljeća, brojni gruzijski prinčevi i kraljevi imali su ime Vahtang. Tumanov primjećuje da ime Vahtang nema istoznačnicu u Antici i zaključuje da je nadimak Gorgasali - nadjenut Vahtangu zbog oblika kacige koju je nosio - donio rimski povjesničar Prokopije iz 6. stoljeća kao Gurgenes (grčki: Γουργένης). Tumanovo poistovjećivanje Vahtanga s Gurgenom nije univerzalno prihvaćeno.

## Rana vladavina
Osim Života Vahtanga Gorgasalija, srednjovjekovni gruzijski izvori spominju Vahtanga samo kratko, ali s poštovanjem koje se rijetko daje gruzijskim vladarima prije Bagratida. Bez obzira na svoj polu-legendarni epski karakter, Život Vahtanga Gorgosalija pruža mnoge važne detalje koji se mogu kombinirati s izvorima bližim dotičnom razdoblju, poput Lazara iz Parpija i Prokopija.
Život Vahtanga Gorgasalija izvještava da je Vahtang naslijedio svog oca Mitridata V. u dobi od 7 godina. Njegova je majka, pokrštena Perzijka Sagduht, preuzela namjesništvo za vrijeme njegove maloljetnosti. Autor zatim opisuje teško stanje u kojem je u to vrijeme bila Iberija. Zbog neprestanih napora Sasanida da nametnu zoroastrizam i prepadima Oseta sa sjevera koji su pustošili zemlju, Vahtang je u dobi od 16 godina poveo pobjednički osvetnički rat protiv Oseta. Svladao ih je i oslobodio sestru Miranduht iz zarobljeništva. S 19 godina, Vahtang se oženio Balenduhtom, "kćeri" Velikog kralja Hormizda (očito Hormizd III., vladao 457. – 459.) Ubrzo je, na njegov zahtjev, Vakhtang sudjelovao u Perozovom pohodu protiv Bijelih Huna 460-ih, i protiv Rimskog Carstva 472. godine. Vahtang tada stječe kontrolu nad Egrisijem (Lazika) i Abhazijom.

## Odnosi s Crkvom
Vrativši se u Iberiju, Vahtang je poduzeo niz mjera usmjerenih na jačanje kraljevske vlasti. Zamjerajući iranska zadiranja u njegovu neovisnost, Vahtang je preokrenuo svoju političku orijentaciju i približio se bizantskoj vladi. Oženio se Helenom, "kćeri" (moguće rodicom) cara Zenona, i dobio je dopuštenje iz Carigrada da poglavara crkve Iberije, biskupa Mchete, uzdigne na razinu katolikosa. Biskup Mchete poslan je zajedno s 12 novoimenovanih biskupa da budu posvećeni u Antiohiji. Ta preslagivanja nisu prošla glatko. Kralju se usprotivio Mikela, svrgnuti biskup Mchete. Ivane Džavahišvili objašnjava ovaj sukob doktrinarnim razlikama između monofizitskog Vahtanga i diofizita Mikele. Tu pretpostavku podržava i Tumanov.

## Rat s Iranom
Zbog zagovaranja prorimske politike, od Vahtanga se otuđuju njegovi plemići, koji traže iransku potporu protiv njegovog zadiranja u njihovu autonomiju. Godine 482.,  Vahtang je usmrtio svog najutjecajnijeg vazala Varskena, pitiahša Gugarka, obraćenika na zoroastrizam i prvaka iranskog utjecaja na Kavkazu. On je bio dao pogubiti svoju kršćansku suprugu Šušanik, kćer armenskog princa Vardana II. Pogubljenjem Varskena, Vahtang se stavio u otvoreni sukob sa svojim iranskim sizerenom. Vahtang je pozvao armenske knezove i Hune na suradnju. Nakon malo oklijevanja, Armenci pod Vardanovim nećakom Vahanom Mamikonianom udružili su snage s Vahtangom. Iranski kazneni pohodi razorili su saveznike i opustošili Iberiju 483. i 484. godine, prisiljavajući Vahtanga u bijeg do Lazike pod rimskom kontrolom. Nakon Perozove smrti u ratu s Bijelim Hunima 484. godine, njegov nasljednik Balaš uspostavio je mir na Kavkazu. Vahtang je mogao nastaviti svoju vladavinu u Iberiji, ali nije iznevjerio svoju pro-rimsku liniju.
Jednom kad je završio stogodišnji mir između Irana i Rima, Sasanid Kavad I. pozvao je Vahtanga kao vazala da se pridruži novoj kampanji protiv Rima. Vahtang je to odbio izazvavši iransku invaziju na njegovo kraljevstvo. Tada, star oko 60 godina, morao je posljednje godine života provesti u progonstvu i ratovanju, neuspješno pozivajući rimsku pomoć. Prema Životu Vahtanga Gorgosalija Vahtanga je u jednoj invaziji ubio njegov odmetnuti rob, probadanjem u pazuh, na mjestu gdje nije imao oklopa. Ranjeni kralj prevezen je u svoj dvorac u Udžarmi, gdje je umro. Pokopan je u katedrali u Mcheti. Džavahišvili stavlja Vahtangovu smrt oko 502. godine. Ako je Tumanovo poistovjećivanje Prokopijeva Gurgenesa s Vahtangom točno, kralj je svoju vladavinu mogao okončati 522. godine sklonivši se u Laziku, gdje je možda umro otprilike u isto vrijeme.